# Proto-créole américain à base lexicale française
 (novembre 2023).
La mise en forme du texte ne suit pas les recommandations de Wikipédia : il faut le « wikifier ».
Les points d'amélioration suivants sont les cas les plus fréquents. Le détail des points à revoir est peut-être précisé sur la page de discussion.
- Les titres sont pré-formatés par le logiciel. Ils ne sont ni en capitales, ni en gras.
- Le texte ne doit pas être écrit en capitales (les noms de famille non plus), ni en gras, ni en italique, ni en « petit »…
- Le gras n'est utilisé que pour surligner le titre de l'article dans l'introduction, une seule fois.
- L'italique est rarement utilisé : mots en langue étrangère, titres d'œuvres, noms de bateaux, etc.
- Les citations ne sont pas en italique mais en corps de texte normal. Elles sont entourées par des guillemets français : « et ».
- Les listes à puces sont à éviter, des paragraphes rédigés étant largement préférés. Les tableaux sont à réserver à la présentation de données structurées (résultats, etc.).
- Les appels de note de bas de page (petits chiffres en exposant, introduits par l'outil «  Source ») sont à placer entre la fin de phrase et le point final[comme ça].
- Les liens internes (vers d'autres articles de Wikipédia) sont à choisir avec parcimonie. Créez des liens vers des articles approfondissant le sujet. Les termes génériques sans rapport avec le sujet sont à éviter, ainsi que les répétitions de liens vers un même terme.
- Les liens externes sont à placer uniquement dans une section « Liens externes », à la fin de l'article. Ces liens sont à choisir avec parcimonie suivant les règles définies. Si un lien sert de source à l'article, son insertion dans le texte est à faire par les notes de bas de page.
- La présentation des références doit suivre les conventions bibliographiques. Il est recommandé d'utiliser les modèles {{Ouvrage}}, {{Chapitre}}, {{Article}}, {{Lien web}} et/ou {{Bibliographie}}. Le mode d'édition visuel peut mettre en forme automatiquement les références.
- Insérer une infobox (cadre d'informations à droite) n'est pas obligatoire pour parachever la mise en page.

Pour une aide détaillée, merci de consulter Aide:Wikification.
Si vous pensez que ces points ont été résolus, vous pouvez retirer ce bandeau et améliorer la mise en forme d'un autre article.
Proto-créole américain à base lexicale française désigne le proto-créole du continent américain ayant pour base lexicale les langues françaises parlées par les colons français. S'ajoutent à ce dernier du vocabulaire, des grammaires et des syntaxes propres aux populations rencontrées sur place puis aux populations qui seront déportées avant stabilisation et fixation de ces langues après le XVIIIe siècle.

## Histoire
L'histoire de ce phénomène commence avec la colonisation française des Amériques au cours du XVIe siècle. Les colons français y amènent leurs langues latines du Nord de France qui se trouvent alors en contact avec les langues des populations natives. Ensuite dans la plupart des colonies où il y a eu naissance d'un créole une population africaine significative aura été déportée, donnant de nouvelles racines aux langues parlées sur place. Le métchif reste un cas unique de langue créole à base française des Amériques sans apport de population africaine.

## Concept

### Sous catégories géographiques
On peut le classer en plusieurs sous parties géographiques :
- Proto-créole nord-américain à base lexicale française
- Proto-créole caribéen à base lexicale française :
  - Proto-créole antillais à base lexicale française :
    - Proto-créole des Grandes Antilles à base lexicale française
    - Proto-créole des Petites Antilles à base lexicale française
- Proto-créoles sud-américains

### Explication
Souvent utilisé pour défendre une unicité dans les langues dites créoles, il est compliqué de relier le métchif au créole saint-lucien par exemple tant les distances et les histoires varient, ne partageant que la base européenne française en ce créole nord-américain et les autres créoles ayant en plus des héritages africains en commun dans leur proto-créole. Cela dit, il y aura bien eu pour le métchif aussi un temps de flottement avant que la langue se stabilise et ce temps est aussi nommé proto-créole.
Si on met de côté le métchif, dans le nord de l'Amérique, il ne reste que le créole louisianais qui est proche des créoles caribéens, proximité due à une histoire commune. De nos jours les pronoms « mo » et « to » sont perçus comme totalement louisianais et guyanais sur le continent américain alors que par le passé ils étaient aussi utilisés dans les Antilles, comme le montre la poésie Lisette Quitte La Pleine, poème haïtien de la fin du XVIIIe siècle. En 1842, selon Jean-Claude Goux, dans son Essai de grammaire sur l'idiome usité dans les colonies françaises, on voit le « mo » et « to » utilisés en Martinique, alors qu'il note que le guadeloupéen se différenciait déjà par une formation différente du possessif de celle des autres Petites Antilles.

### Langues filles possibles
Créoles américains :
- Créole nord-américain à base lexicale française :
  - Créole louisianais
  - Métchif
- Créole caribéen à base lexicale française :
  - Créole antillais à base lexicale française :
    - créole des Grandes Antilles à base lexicale française :
      - Créole haïtien

    - créole des Petites Antilles à base lexicale française :
      - Créole barthéloméen
      - Créole guadeloupéen
      - Créole dominiquais
      - Créole martiniquais
      - Créole saint-lucien
      - Créole grenadien
      - Créole trinidadien
- créoles sud-américains à base lexicale française :
  - Créole guyanais
  - Karipúna

Selon les acceptions de ce qu'est la Caraïbe, le créole guyanais est autant sud-américain que caribéen.